# Кирьят-Шмона (аэропорт)
Аэропорт «Кирьят-Шмона» (ивр. שדה התעופה קריית שמונה‎) (ИАТА: KSW, ИКАО: LLKS) — общественный израильский аэропорт, расположенный на 2 км к востоку от города Кирьят-Шмона.

## Описание
Аэропорт находится под управлением компании Kiryat-Shmona Travelers Inc. (מטיילי קריית שמונה בע"מ).
Ближайший аэропорт — Бен-Яаков, расположенные на 30 километров южнее Рош-Пины.

## История
История аэропорта была пестрой из-за отсутствия экономической жизнеспособности и местных политических разногласий. Arkia выполняла внутренние рейсы до конца 2003 года, до тех пор пока они не закрылись из-за отсутствия пассажиропотока. Теперь права на полеты по внутреннему маршруту в аэропорт и из аэропорта принадлежат Tamir Airways, а права на управление взлетно-посадочной полосой принадлежат отдельной компании, которая находится в споре с Tamir Airways. В 2006 году был открыт новый терминал аэропорта. Tamir Airways объявила, что прекратит полеты в Верхнюю Галилею незадолго до того, как разразилась Вторая ливанская война, но передумала, потому что считала это «миссией национального значения». Тем не менее, с 1 июня 2007 года они прекратили (дважды в день) полеты в аэропорт Сде Дов.

## Галерея

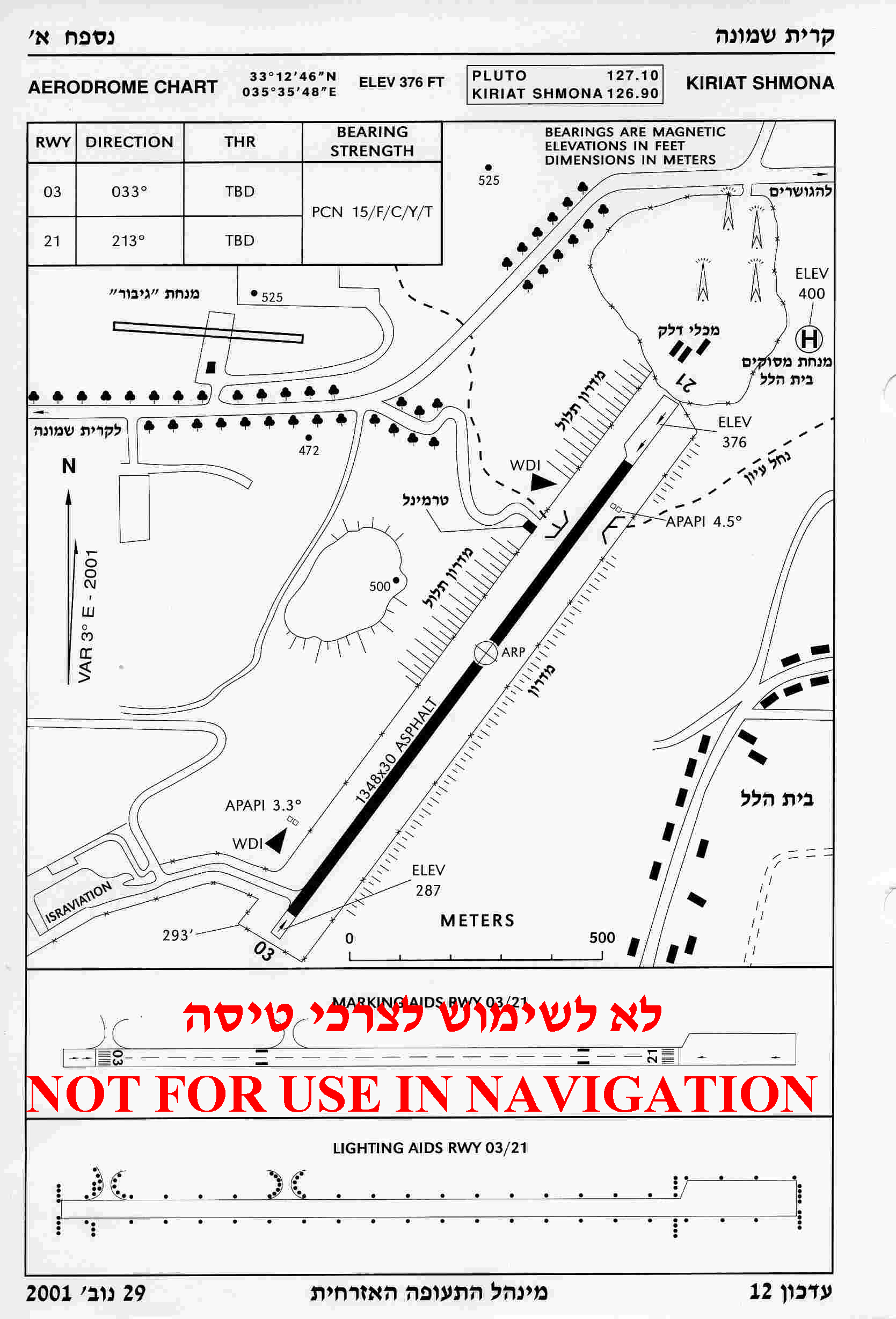
Схема аэродрома Кирьят-Шмона
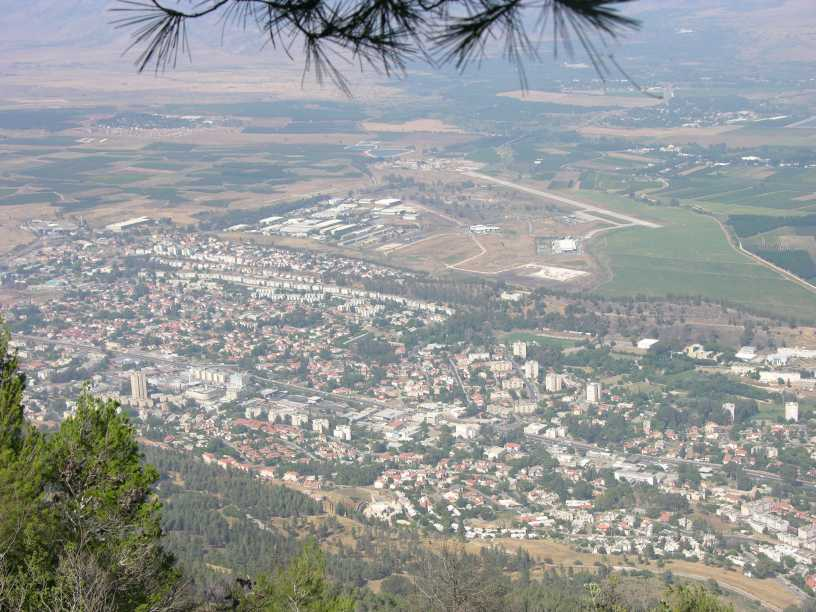
Кирьят-Шмона и аэропорт на заднем плане
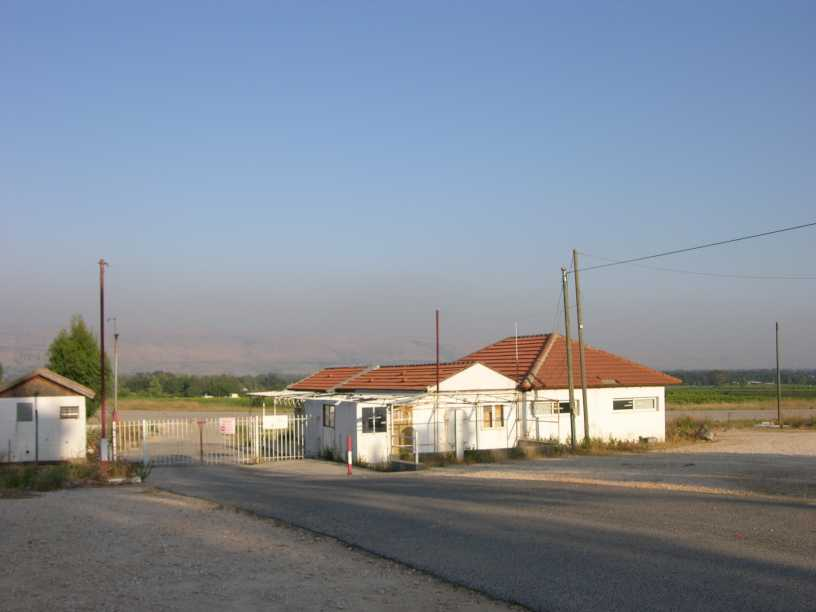
Старый терминал (закрытый)
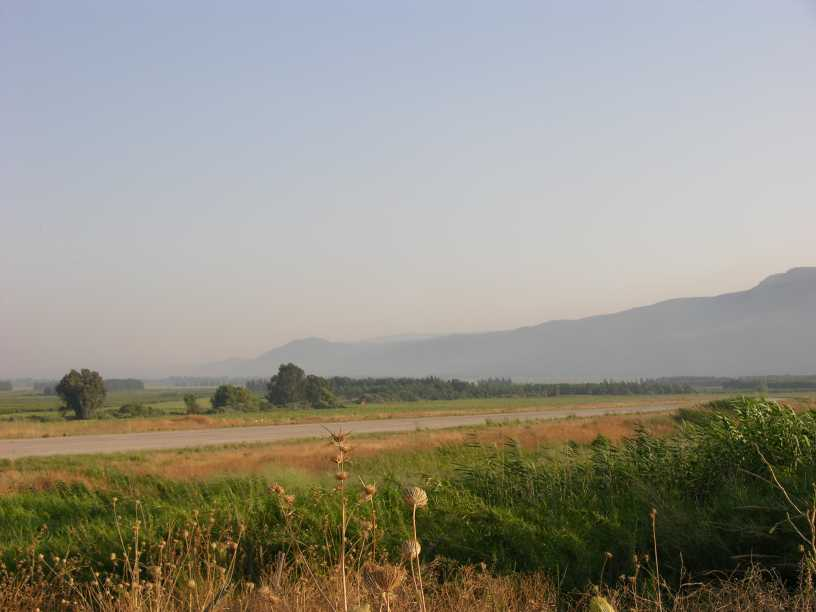
Взлётная полоса 21 с горами Нафтали на заднем плане